# Hennig Albert von Stammer
Hennig Albert von Stammer (* 9. Juli 1804 in Triestewitz; † 8. Juni 1884 in Marienbad, Österreich-Ungarn) war ein deutscher Rittergutsbesitzer, Domdechant und Politiker.
Der aus dem sächsischen Adelsgeschlecht Stammer stammende Hennig Albert von Stammer war der Sohn des sächsischen Hauptmanns Hennig Ludwig Adolph von Stammer (* 1777; † 1823) und der Henriette Wilhelmina geb. von Kracht (* 1773; † 1854). Seine Taufe fand am 18. Juli 1804 auf dem Schloss Triestewitz statt. 1819 besuchte er die Landesschule Meißen und studierte von 1823 bis 1825 an der Universität Leipzig.
Nach dem Tod des Vaters am 26. März 1823 erbte er gemeinsam mit seinen zwei Brüdern das väterliche Rittergut Camitz im Kreis Torgau. Seinen Anteil an diesem Gut überließ er 1843 seinem Bruder, dem preußischen Leutnant Hennig Arnd von Stammer. Er erwarb dafür das Rittergut Zottewitz. Stammer war 1862 Kapitular, 1867 Senior und Scholasticus und spätestens ab 1870 Domherr und Dekan des Kollegiatstifts Wurzen, als welcher er von 1862 bis 1884 der I. Kammer des Sächsischen Landtags angehörte.
Er starb während eines Kuraufenthalts im böhmischen Marienbad. 
Seine Ehefrau war Agnes von Polenz-Zottewitz (* 1814; † 1842). Ihre einzige Tochter Agnes Henriette Josephine (Josepha) von Stammer (* 1842) wurde die Alleinerbin vom ererbten Besitz der Mutter, Gut Zottewitz, 185 ha. Das Rittergut Triestewitz konnten die Nachfahren seiner Brüder bis zur Bodenreform 1945 halten.